# Honor
|  | Aquest article tracta sobre honor com a qualitat personal. Vegeu-ne altres significats a «Honor (mitologia)». |

L'honor (del llatí honor o honos) és una qualitat personal que reporta l'estimació i el respecte de la comunitat per les pròpies virtuts i la conducta. La importància del concepte i els elements que integra han anat variant al llarg del temps i depenen molt dels codis ètics de cada cultura.
Hi ha societats que es basen en el codi d'honor per actuar, independentment de les lleis establertes al codi civil o similar. Quan es comet un greuge contra l'honor, s'ha de netejar amb la venjança o un crim d'honor, en la qual intervenen altres membres de la família, ja que l'honor afecta a tota la xarxa de relacions que envolta l'individu.

## L'honor a l'antiguitat
Les primeres societats no empraven el terme honor amb les connotacions actuals, però es resumia en el seu ideal de virtut. Els herois i els cavallers tenien honor perquè eren bons guerrers, defensors de la pàtria i les tradicions i capaços de comprometre's. La seva vida fora del camp de batalla no estava sotmesa als excessos corporals. Els samurais japonesos són un exemple de la pervivència d'aquest tipus d'honor. En les dones està molt lligat a la conducta sexual, que ha de ser fidel i casta.

## L'honor a l'edat mitjana i a la moderna
L'honor estava lligat a tenir noblesa de sang i a la bona conducta de les dones a la família, així com a la reputació d'honradesa dels homes. Quan una persona insultava l'honor d'una persona, es podia organitzar un combat per netejar-lo davant testimonis neutrals. És un concepte bàsic en el Renaixement i el Barroc, com es veu a les obres literàries dedicades al tema; en aquesta època es va ampliar per incloure els amics recomanables, el tipus de feina exercida i les maneres.

## Honor i gènere
Històricament, l’honor de les dones s'ha fonamentat en la virginitat i la castedat, és a dir, en el control de la seva sexualitat i la reproducció. L’honor femení està controlat socialment perquè la seva pèrdua afecta no sols la reputació de la dona, sinó a tot el seu grup familiar, el qual queda afectat per la vergonya dels fets. En molts contextos socials, les supervivents de violència sexual encara avui són estigmatitzades i culpabilitzades de les agressions de què han estat víctimes (fins i tot poden ser repudiades pels mateixos marits) perquè, d’acord amb unes tradicions i costums patriarcals, han perdut l’honor. L’estigma i l’aïllament social de les dones que han patit violència sexual per haver perdut l’honor molt sovint implica també el fill fruit de la violació. Per aquest motiu, en molts contextos bèl·lics la violació de les dones es converteix en arma de guerra contra l’enemic. En alguns països, per bé que la violació és perseguida per la llei, els codis culturals, religiosos i socials que suposadament vetllen per la preservació de l’honor de les dones, obliguen la supervivent a casar-se amb el seu violador.

## L'honor en l'actualitat
Tot i estar recollit com un dret fonamental, l'honor ha perdut importància enfront conceptes com la fama o la imatge. En les cultures musulmanes o tribals, però, continua molt present i està fortament lligat a la sexualitat i als vicis.